# The Register
The Register – brytyjski portal informacyjny poświęcony nowoczesnym technologiom z siedzibą w Londynie.
Historia portalu sięga 1994 roku, kiedy to The Register zaczął ukazywać się w formie newslettera. Od 1998 roku działa portal internetowy. The Register posiada biura w Londynie, Sydney oraz San Francisco i zatrudnia około 30 reporterów. Właścicielem serwisu jest spółka Situation Publishing.
The Register jest jednym z największych na świecie internetowych portali technologicznych. W ciągu miesiąca serwis generuje ponad milion odsłon.